# Mick Doyle
Michael Gerard Doyle (Condado de Kerry, 13 de octubre de 1941 – Dungannon, 11 de mayo de 2004) fue un veterinario, rugbista, entrenador y presentador irlandés que se desempeñó como ala. Fue internacional con el Trébol en los años 1960 y la dirigió en los años 1980.

## Biografía
Nació en la pequeña localidad rural Currow y fue hermano mayor de Tom, también un rugbista internacional. Se crio en el condado de Kildare y comenzó a jugar al rugby en la escuela secundaria.
Estudió en la University College Dublin, allí representó al equipo de rugby y se recibió de veterinario. Realizó su especialización en aves de corral en la Universidad de Cambridge, donde jugó en los Blues y disputó The Varsity Matches de 1965. Realizó su posgrado en la Universidad de Edimburgo, jugó en el ahora fusionado club 
Edinburgh Wanderers y al finalizar regresó a Irlanda dónde trabajó en su clínica veterinaria.
En abril de 1987 tuvo un ataque al corazón cuando en un atentado del IRA tres de sus seleccionados resultaron heridos (Nigel Carr debió retirarse) y un mes después sufrió un infarto agudo de miocardio en la cena de apertura de Nueva Zelanda 1987, recibió la llamada del presidente Charles Haughey y debió retirarse para siempre de la actividad deportiva.
En 1991 se convirtió en un presentador de la cadena RTÉ, dirigiendo el programa en vivo «Rugby After Dark» de momentos destacados los domingos por la noche, y en 1996 tuvo que retirarse de toda actividad laboral tras haber sufrido una hemorragia cerebral provocada por su alcoholismo, pero siguió colaborando habitualmente para la RTÉ Radio 1. Murió en un accidente de tránsito al chocar con un camión y le sobreviven un hijo y tres hijas, producto de sus dos matrimonios.

## Selección nacional
Fue convocado al Trébol por vez primera para el Torneo de las Cinco Naciones 1965 y debutó ante Les Bleus, anotando un try.
En el Cinco Naciones 1967 marcó el try ganador contra los Dragones rojos y más tarde realizó la gira por Australia. Jugó su última prueba contra los Wallabies, en octubre de 1968 y junto a su hermano Tommy Doyle.

### Leones
En 1968 su compatriota Ronnie Dawson lo seleccionó a los Leones Británicos e Irlandeses para realizar la Gira a Sudáfrica.
Doyle jugó la prueba debut contra los Springboks como titular, pero allí resultó lesionado y debió ser sustituido por el inglés Bob Taylor.

## Carrera
Inició como entrenador en el Leinster Rugby, dirigiendo a la provincia durante cinco temporadas y ganando impresionantemente el Interprovincial Championship en todas esas ocasiones. Tras su partida, debieron pasar diez años hasta que Leinster volvió a ganar el campeonato.

### Irlanda
En 1984 la IRFU lo eligió nuevo entrenador en jefe del Trébol, en reemplazo de Willie McBride. Recibió un equipo que en el último Cinco Naciones había obtenido la cuchara de madera.
Bajo la dirección de Doyle, Irlanda ganó el Torneo de las Cinco Naciones 1985. Sorprendentemente obtuvo la cuchara de madera en la edición siguiente, pero fueron subcampeones en el Cinco Naciones 1987.
La primera participación mundialista del Trébol fue entristecida con su infarto en la cena inaugural y su reemplazo obligado por Syd Millar. Siguiendo los consejos médicos, se retiró para siempre de la actividad.

### Leones
En 1986 fue designado técnico de los Lions para la gira a Sudáfrica, pero finalmente se suspendió debido al racista apartheid. No obstante, ese año se celebró el Centenario de la World Rugby y pudo dirigirlos contra el World XV.
Doyle además entrenó a un equipo reforzado con rugbistas franceses, las Five Nations, donde solo alineó a Serge Blanco como titular y generó polémica por no hacerlo con Pascal Ondarts y Philippe Sella. Ambos partidos fueron derrotas, contra las estrellas de los All Blacks, Springboks y Wallabies.

## Palmarés
- Campeón del Torneo de las Seis Naciones de 1985.
- Campeón del Interprovincial Championship de 1971-72, 1979-80, 1980-81, 1981-82, 1982-83, 1983-84.

| Predecesor: Willie McBride | Entrenador de Irlanda 1984 – 1987 | Sucesor: Jim Davidson |